# نوونیکولسکویه
نوونیکولسکویه (انگلیسی: Novonikolskoye) یک شهرک در شهرستان بلاگووارسکی باشقیرستان کشور روسیه است.